# یواس‌اس پیناکل (ای‌ام-۲۷۴)
یواس‌اس پیناکل (ای‌ام-۲۷۴) (به انگلیسی: USS Pinnacle (AM-274)) یک کشتی بود که طول آن ۱۸۴ فوت ۶ اینچ (۵۶٫۲۴ متر) بود. این کشتی در سال ۱۹۴۳ ساخته شد.